# Ясен Антов
Ясен Петров Антов е български писател, журналист и пътешественик.

## Биография
Ясен Антов е роден на 14 март 1929 г. Завършва Софийския държавен университет, специалност „Право“ (1952). Автор и редактор е във вестниците „Народна младеж“, „Народен спорт“, „Стършел“, „Поглед“ и „Ехо“, както и в БНТ, БНР и Радио Франс Ентернасионал. Пътешествал из Хималаите, Кавказ, Алпите, пустинята Гоби, Африка и почти цяла Европа. Стигал зад Северния полярен кръг.
Водещ на авторско предаване „Накъдето ни видят очите“ и автор в предаванията „Дискобиблиотека“, „Дядовата ръкавичка“ и „Заедно след полунощ“ по програма „Христо Ботев“ на БНР.
Съпруга на Антов е писателката и преводачка Христиана Василева. Баща е на Траян Антов, известен спортен журналист.

## Творчество
Ясен Антов пише художествена проза, публицистика, хумористични новели и пътеписи и разкази. Негови творби са превеждани и издавани в над 30 държави от Европа, Азия и САЩ. По-известните му книги са:
- „Моята дълга и тъжна история“
- „Шест тайни и половина“ (1972)
- „С чадър и пижама през Хималаите“, пътепис (1993)
- „Накъдето ми видят очите“ (2000), ISBN 954-9804-02-X
- цикъл „Необикновени преживявания“
  - „Приключенията на една госпожица“, разкази и стихотворения (2004)
  - „Приключенията на един пешеходец“, разкази и пътеписи (2004), ISBN 954-02-0290-6
  - „Приключенията на Адам от крайната къща“, истории за деца

## Признание и награди
Носител е на много отличия, сред които и националната литературна награда за хумористичен разказ „Чудомир“ за 1978, 1984 и 2002 г. (през 2002 г. за разказа „Горещ роман“).
През 2002 г. получава годишната награда на Съюза на българските журналисти за цялостен принос към българската журналистика.
За предаването си за пътешествия и култура по Радио Франс Ентернасионал през 2003 г. получава голямата награда от Фестивала за радио и телевизионни програми „Осмата муза“.
Книгата му „Накъдето ми видят очите“ е обявена за „Пътепис на столетието“ в Националния конкурс, посветен на 150-годишнината от рождението на Иван Вазов.
През 2005 г. получава специалната награда за литература на в-к „Труд“ „Златен ланец“ за разказа си „Един човек се радва“.
Носител на орден „Св. св. Кирил и Методий“.